# Guémar
Guémar é uma comuna francesa na região administrativa de Grande Leste, no departamento Alto Reno. Estende-se por uma área de 18,16 km². Em 2010 a comuna tinha 1 439 habitantes (densidade: 79,2 hab./km²).